# Кондрашова, Елизавета Николаевна
Елизавета Николаевна Кондрашова (урожденная Мейер) (7 февраля 1836, Вятка, Российская империя (ныне Киров) — 2 октября 1887, Санкт-Петербург) — русская писательница.

## Биография
С 1843 по 1848 год обучалась в Санкт-Петербургском Павловском институте благородных девиц, одном из самых известных женских учебных заведений дореволюционной России.
По окончании курса вышла замуж за В. Я Кондрашова, жила в роскоши, но овдовев в 1883 году и оставшись без средств к существованию, для поддержания семьи начала сотрудничать в газете «Правительственный вестник» и в журнале «Новь», занялась литературным творчеством.
Умерла и похоронена в Петербурге

## Творчество
Писать начала уже в зрелом возрасте. Её первые работы были помещены в журнале «Новь» и «Задушевном слове», затем в «Русском вестнике» напечатаны повесть «Отчего?» (1885) и «Дети Солнцевых».
Самое известное произведение Кондрашовой — повесть «Дети Солнцевых. Повесть для юношества». В нём писательница воссоздает картину жизни воспитанниц Павловского института. В конце XIX века повесть об институтках стала настольной книгой во многих дворянских домах. Книга вышла с рисунками известного книжного иллюстратора Е. П. Самокиш-Судковской. Популярность книги была столь велика, что это нашло отражение в других литературных произведениях того времени и до 1917 года выдержала четыре переиздания (последнее — в 1915 г.).
Повесть впервые увидела свет в «Русском вестнике» в год смерти автора (1887). Издатель А. Ф. Девриен первое отдельное издание «Детей Солнцевых» осуществил в 1899 году.